# John Paterson
John Paterson (Glasgow, 1929. február 24. – ?, 2021. augusztus 24.) skót nemzetközi labdarúgó-játékvezető.

## Pályafutása

### Nemzetközi játékvezetés
A Skót labdarúgó-szövetség Játékvezető Bizottsága (JB) 1966-ban terjesztette fel nemzetközi játékvezetőnek, a Nemzetközi Labdarúgó-szövetség (FIFA) bíróinak keretébe. Több nemzetek közötti válogatott és klubmérkőzést vezetett vagy partbíróként tevékenykedett. A skót nemzetközi játékvezetők rangsorában, a világbajnokság-Európa-bajnokság sorrendjében többedmagával a 18. helyet foglalja el 3 találkozó szolgálatával. Az aktív nemzetközi játékvezetéstől 1978-ban búcsúzott.

#### Világbajnokság
A világbajnoki döntőhöz vezető úton Mexikóba a IX., az 1970-es labdarúgó-világbajnokságra a FIFA JB bírói szolgálatra rendelte. 
| Időpont           | Helyszín                       | Mérkőzés típusa           | Mérkőzés       | Eredmény | Nézők száma |
| ----------------- | ------------------------------ | ------------------------- | -------------- | -------- | ----------- |
| 1969. október 15. | Dalymount Park Stadion, Dublin | előselejtező (2. csoport) | Írország–Dánia | 1 : 1    | 19 603      |

#### Európa-bajnokság
Kettő európai-labdarúgó torna döntőjéhez vezető úton Belgiumba a IV., az 1972-es labdarúgó-Európa-bajnokságra, valamint Jugoszláviában az V., az 1976-os labdarúgó-Európa-bajnokságra az UEFA JB játékvezetőként foglalkoztatta.
| Időpont             | Helyszín                   | Mérkőzés típusa           | Mérkőzés                 | Eredmény | Nézők száma |
| ------------------- | -------------------------- | ------------------------- | ------------------------ | -------- | ----------- |
| 1971. szeptember 8. | Ullevaal Stadion, Oslo     | előselejtező (2. csoport) | Norvégia–Franciaország   | 1 : 3    | 16 544      |
| 1974. szeptember 1. | Olimpiai Stadion, Helsinki | előselejtező (5. csoport) | Finnország–Lengyelország | 1 : 2    | 20 000      |

#### Brit Bajnokság
1882-ben az Egyesült Királyság brit tagállamainak négy szövetség úgy döntött, hogy létrehoznak egy évente megrendezésre kerülő bajnokságot egymás között. Az utolsó bajnoki idényt 1983-ban tartották meg.
| Időpont         | Helyszín                | Mérkőzés típusa | Mérkőzés     | Eredmény |
| --------------- | ----------------------- | --------------- | ------------ | -------- |
| 1973. május 15. | Wembley Stadion, London | selejtező       | Anglia–Wales | 3 : 0    |
| 1975. május 21. | Wembley Stadion, London | selejtező       | Anglia–Wales | 2 : 2    |

##### Olimpia
Kanadában volt az 1976. évi nyári olimpiai játékok labdarúgó torna döntője, ahol a FIFA JB játékvezetőként alkalmazta.
| Időpont          | Helyszín                 | Mérkőzés típusa        | Mérkőzés               | Eredmény | Nézők száma |
| ---------------- | ------------------------ | ---------------------- | ---------------------- | -------- | ----------- |
| 1976. július 18. | Varsity Stadion, Toronto | selejtező (A. csoport) | Brazília–NDK           | 0 : 0    | 21 643      |
| 1976. július 27. | Varsity Stadion, Toronto | elődöntő               | Lengyelország–Brazília | 2 : 0    | 21 743      |